# Tsarevets Buttress
Tsarevets Buttress (englisch; bulgarisch рид Царевец rid Zarewez) ist ein abgerundetes, vereistes, in nord-südlicher Ausrichtung 7 km langes, 7 km breites und bis zu 1749 m hohes Massiv im Grahamland auf der Antarktischen Halbinsel. Auf der Trinity-Halbinsel ragt es 20 km südöstlich des Wennersgaard Point auf der Nordwestseite des Detroit-Plateaus auf. Nach Westnordwesten ist es über den Podvis Col mit dem Korten Ridge verbunden. Seine steilen Südwest-, Nord- und Osthänge sind teilweise unvereist. Der Temple-Gletscher liegt südwestlich, der Sabine-Gletscher nordwestlich und der Whitecloud-Gletscher nordnordöstlich sowie östlich von ihm.
Deutsche und britische Wissenschaftler kartierten es 1996 gemeinsam. Die bulgarische Kommission für Antarktische Geographische Namen benannte es 2016 nach der Festung Zarewez im nördlichen Zentrum Bulgariens.